# Армин Хофер
Армин Хофер (итал. Armin Hofer — Брунико, 19. март 1987) професионални је италијански хокејаш на леду који игра на позицији одбрамбеног играча. 
Професионалну каријеру започиње 2004. као играч екипе ХК Пустертал у чијем дресу је провео целу каријеру. Са екипом Пустертала освојио је титулу купа Италије у сезони 2010/11, те три титуле Суперкупа Италије (сезоне 2011/12, 2014/15. и 2016/17).
Члан је сениорске репрезентације Италије за коју је дебитовао на светском првенству 2008. године. 